# Johnny Carter
John "Johnny" Carter es un personaje ficticio de la serie de televisión EastEnders interpretado por el actor Ted Reilly del 11 de abril del 2016 hasta el 29 de enero del 2018. Anteriormente el actor Sam Strike dio vida a Johnny del 26 de diciembre del 2013 hasta el 25 de diciembre de 2014.

## Biografía
A finales de diciembre del 2013 Johnny se muda a Walford con sus padres Mick Carter, Linda Carter y su hermana Nancy Carter. Más tarde se les une su hermano mayor Lee Carter (quien había regresado del ejército).
Poco después de su llegada Johnny conoce a Whitney Dean y cuando sus padres se dan cuenta de que a Whitney le parece atractivo su hijo, comienzan a molestarlo con que se les hace atractivo a las mujeres.
Cuando Danny Pennant le dice un cumplido a Johnny sobre su aspecto, él y Johnny terminan besándose sin darse cuenta de que Shirley Carter los estaba viendo. Al inicio Johnny deja que sus padres asuman que él había besado a Whitney, sin embargo Shirley le aconseja que no lo haga y les diga la verdad. 
Cuando Nancy se molesta con sus padres luego de que ellos impidieran su boda con Wayne Ladlow ella les dice que Johnny es gay, Nancy se da cuenta de su error y le dice a sus padres que había mentido pero Mick no le cree, finalmente Johnny le revela a su padre que sí es gay y Mick le dice que está orgulloso de él y que siempre iba a contar con su apoyarlo, sin embargo su madre escucha todo y no acepta la orientación sexual de su hijo.
Johnny eventualmente le revela su sexualidad a Whitney, quien se siente lastimada ya que creía que Johnny la había usado, sin embargo pronto lo perdona y le ofrece mudarse con ella y su familia si su relación con su madre no mejoraba. Cuando Johnny amenaza a sus padres con irse Mick le dice a Linda que comience a aceptar la situación.
Unos días después la familia cree que Linda ya había comenzado a aceptar la situación, sin embargo Johnny pronto se da cuenta de que no es así cuando su mamá invita a Whitney e intenta que salga con ella. Lastimado y traicionado por su madre, Johnny comienza a discutir con ella y Mick le dice a Linda que tenía que aceptar a Johnny como es o lo perdería para siempre, después de lo sucedido Whitney apoya a Johnny y le dice que debía buscarse un novio, así todos aceptarían su sexualidad y seguirían con sus vidas.
El 29 de enero del 2018 Johnny decide irse de Walord y mudarse a Mánchester.